# Radinghem-en-Weppes

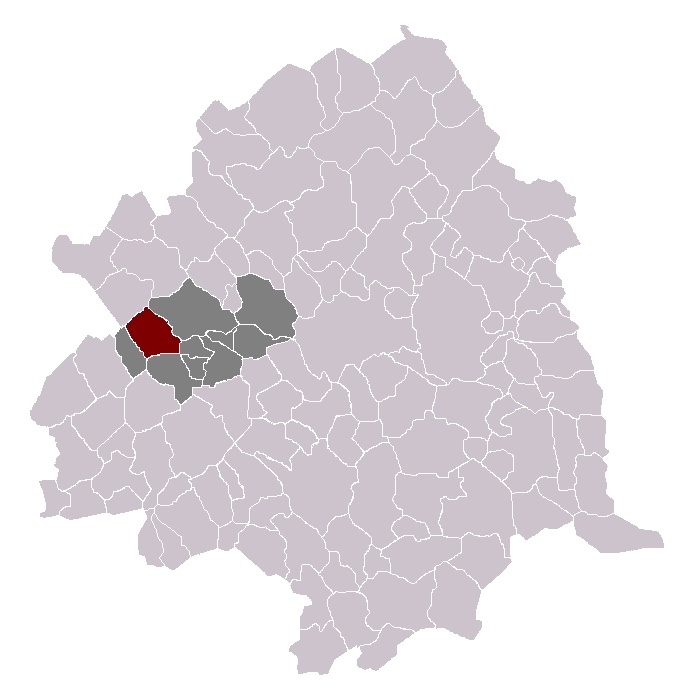
Ubicació de Radinghem-en-Weppes dins del cantó i el districte

Radinghem-en-Weppes és un municipi francès, situat a la regió dels Alts de França, al departament del Nord. L'any 2006 tenia 1.203 habitants. Limita al nord amb Ennetières-en-Weppes, a l'est amb Escobecques, al sud amb Beaucamps-Ligny, al sud-oest amb Le Maisnil, al nord-oest amb Bois-Grenier.

## Demografia
| 1962                                       | 1968 | 1975 | 1982 | 1990  | 1999  | 2006  |
| ------------------------------------------ | ---- | ---- | ---- | ----- | ----- | ----- |
| 507                                        | 548  | 643  | 756  | 1.033 | 1.080 | 1.203 |
| Des de 1962: població sense dobles comptes |      |      |      |       |       |       |

## Administració
| Període   | Identitat       | Partit |
| --------- | --------------- | ------ |
| 2001-2008 | André Wacrenier |        |
| 2008-     | Loïc Wolfcarius |        |